# Mistrzostwa Świata Juniorów w Hokeju na Lodzie 2011
35. Mistrzostwa Świata Juniorów w Hokeju na Lodzie – turniej hokejowy, który odbył się od 26 grudnia 2010 do 5 stycznia 2011  w drugim co do wielkości mieście w stanie Nowy Jork - Buffalo. Mecze rozgrywane były w dwóch halach: HSBC Arena oraz Dwyer Arena. Były to pierwsze w historii mistrzostwa w tych miastach, zaś po raz piąty zawodnicy tej kategorii wiekowej rozegrali turniej o mistrzostwo świata w Stanach Zjednoczonych. Poprzednio to państwo organizowało czempionat w 2005 roku.
Obrońcą tytułu mistrzowskiego była reprezentacja gospodarzy, którzy w 2010 roku w Saskatoon pokonali po dogrywce reprezentację Kanady 6:5 .
Złoty medal zdobyli reprezentanci Rosji pokonując w finale Kanadyjczyków 5:3. Mimo iż po dwóch tercjach przegrywali 0:3. Było to pierwsze zwycięstwo Mołodieżka nad Kanadą od ośmiu lat, wtedy to podczas finału mistrzostw świata Rosja zwyciężyła 3:2.

## Elita
| Lp. | Drużyna           |
| --- | ----------------- |
|     | Rosja             |
|     | Kanada            |
|     | Stany Zjednoczone |
| 4   | Szwecja           |
| 5   | Szwajcaria        |
| 6   | Finlandia         |
| 7   | Czechy            |
| 8   | Słowacja          |
| 9   | Norwegia          |
| 10  | Niemcy            |

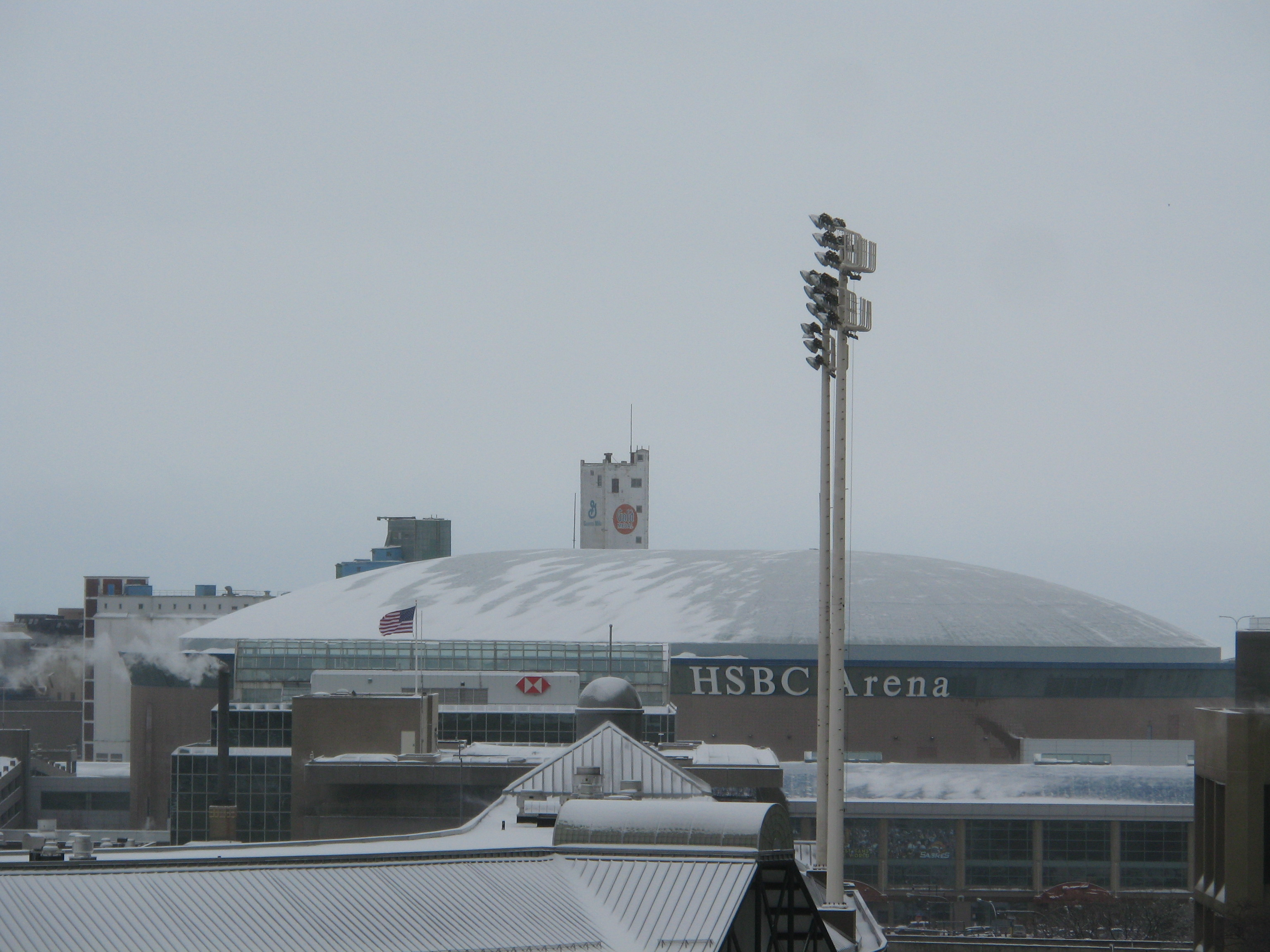
HSBC Arena

W tej części mistrzostw uczestniczyło 10 najlepszych drużyn na świecie. System rozgrywania meczów był inny niż w niższych dywizjach. Najpierw drużyny grały w dwóch grupach, każda po 5 drużyn. Z niej najlepsza bezpośrednio awansowała do półfinałów, a z miejsc drugich i trzecich, walczyły na krzyż między sobą o awans do finałowej czwórki. Najgorsze dwie drużyny każdej z grup walczyły w meczach między sobą o utrzymanie w elicie. Dwie najgorsze drużyny spadły do I dywizji.
Mistrzostwa odbył się w Buffalo. Finałowe spotkanie na mogącej pomieścić 18 690 osób hali HSBC Arena oraz w hali Dwyer Arena mogącej pomieścić 2 100.
Meczem otwarcia w turnieju juniorów było spotkanie Niemcy - Szwajcaria; odbyło się ono 26 grudnia 2010 roku w HSBC Arena. Podczas mistrzostw strzelono 201 bramek. Najwięcej bo osiem strzelonych bramek zdobył Brayden Schenn, który został królem strzelców. Zawodnik ten zwyciężył również w klasyfikacji kanadyjskiej, gdzie zdobył 18 punktów (8 bramki i 10 asyst) oraz zdobył tytuł MVP turnieju. Do piątki gwiazd zaliczono: bramkarza reprezentacji USA - Jack Campbell, obrońców: Kanadyjczyka Ellisa i Rosjanina Orłowa. Najlepsza trójka napastników turnieju to: Kanadyjczycy Shenn i Johansen oraz Rosjanin Kuzniecow.

## Pierwsza dywizja
Grupa A
| Lp. | Drużyna         |
| --- | --------------- |
| 1   | Łotwa           |
| 2   | Białoruś        |
| 3   | Wielka Brytania |
| 4   | Włochy          |
| 5   | Japonia         |
| 6   | Ukraina         |

Grupa B
| Lp. | Drużyna    |
| --- | ---------- |
| 1   | Dania      |
| 2   | Słowenia   |
| 3   | Austria    |
| 4   | Kazachstan |
| 5   | Chorwacja  |
| 6   | Litwa      |

W mistrzostwach pierwszej dywizji uczestniczyło 12 zespołów, które zostały podzielone na dwie grupy po 6 zespołów. Rozegrały one mecze systemem każdy z każdym. Zwycięzcy turniejów awansowali do mistrzostw świata elity w 2012 roku, zaś najsłabsze drużyny spadły do drugiej dywizji.
Grupa A swoje mecze rozgrywała na Białorusi w Bobrujsku. Turniej odbył się w dniach 13–19 grudnia 2010 roku.
Grupa B swoje mecze rozgrywała w Słowenii w Bledzie. Turniej odbył się w dniach 12–18 grudnia 2010 roku.

## Druga dywizja
Grupa A
| Lp. | Drużyna   |
| --- | --------- |
| 1   | Francja   |
| 2   | Holandia  |
| 3   | Hiszpania |
| 4   | Belgia    |
| 5   | Estonia   |
| 6   | Islandia  |

Grupa B
| Lp. | Drużyna          |
| --- | ---------------- |
| 1   | Polska           |
| 2   | Węgry            |
| 3   | Korea Południowa |
| 4   | Rumunia          |
| 5   | Australia        |
| 6   | Chiny            |

W mistrzostwach drugiej dywizji uczestniczyło 12 zespołów, które zostały podzielone na dwie grupy po 6 zespołów. Rozegrały one mecze systemem każdy z każdym. Zwycięzcy turniejów awansowali do mistrzostw świata pierwszej dywizji w 2012 roku, zaś najsłabsze drużyny spadły do trzeciej dywizji.
Grupa A mecze rozgrywała w Estonii w Tallinnie. Turniej odbył się w dniach 13–19 grudnia 2010 roku.
Grupa B mecze rozgrywała w Rumunii w Miercurea-Ciuc. Turniej odbył się w dniach 13–19 grudnia 2010 roku.

## Trzecia dywizja
| Lp. | Drużyna         |
| --- | --------------- |
| 1   | Meksyk          |
| 2   | Serbia          |
| 3   | Korea Północna  |
| 4   | Turcja          |
| 5   | Nowa Zelandia   |
| 6   | Bułgaria        |
| 7   | Chińskie Tajpej |

W mistrzostwach drugiej dywizji uczestniczyło 7 zespołów. Rozegrały one mecze systemem każdy z każdym. Zwycięzca oraz drużyna, która zajęła drugie miejsce w turnieju awansowały do mistrzostw świata drugiej dywizji w 2012 roku.
Turniej rozgrywany był w Meksyku. Odbył się w dniach 9–15 stycznia 2011.